# Saint-Hilaire-du-Harcouët

Saint-Hilaire-du-Harcouët este o comună în departamentul Manche, Franța. În 2009 avea o populație de 4036 de locuitori.